# Cmentarz żydowski w Górowie Iławeckim
Cmentarz żydowski w Górowie Iławeckiem – został założony w XIX wieku i zajmuje powierzchnię 0,1 ha. Do naszych czasów zachowało się dwadzieścia jeden nagrobków wykonanych z piaskowca i zawierających napisy w języku hebrajskim i niemieckim. Macewy wyrwane z cmentarza zostały przez Niemców użyte do ułożenia chodnika w ciągu ul. Mickiewicza.